# آيت ماجو (آيت بولمان)
آيت ماجو هو دُوَّار يقع بجماعة تاكلفت، إقليم أزيلال، جهة بني ملال خنيفرة في المملكة المغربية. ينتمي الدوّار لمشيخة آيت بولمان التي تضم 3 دواوير. يقدر عدد سكانه بـ 838 نسمة حسب الإحصاء الرسمي للسكان والسكنى لسنة 2004.

## وصلات خارجية
- البوابة الوطنية للجماعات الترابية
- المندوبية السامية للتخطيط